# Warwer Sand
Koordinaten: 52° 57′ 1″ N, 8° 43′ 46″ O
Der Warwer Sand ist ein Naherholungsgebiet in der niedersächsischen Gemeinde Stuhr. Er liegt am Rand des südlichsten Stuhrer Ortsteils Fahrenhorst und ist Teil des Naturparks Wildeshauser Geest.
Seinen Namen erhielt er von den Wanderdünen, aus denen er entstand, und die später abgebaut und dann rekultiviert wurden. Zu diesem Zweck wurde teilweise Boden aufgefüllt und Bäume aufgeforstet. Einige Teile des Warwer Sandes sind in ihrer ursprünglichen Form erhalten.
Im Warwer Sand befindet sich ein natürlicher Stieleichen-Birkenwald und ein sogenannter Trockenrasen. Zudem bietet das Gebiet zahlreichen Insekten eine Heimat, die auf offene Sandflächen angewiesen sind. Zu diesen zählen unter anderem Wegwespen, Sandlaufkäfer, Sandbienen und Jagdspinnen. Zur Flora des Warwer Sandes gehören neben zahlreichen Pilzarten auch Brombeeren, Himbeere, und Blaubeere.